# Дорндорф (Верра)
Дорндорф (нем. Dorndorf) — община в Германии, в земле Тюрингия.
Входит в состав района Вартбург. Население составляет 2611 человек (на 31 декабря 2010 года). Занимает площадь 12,12 км².
Община подразделяется на 3 сельских округа.